# Rudy (film)
Rudy är en amerikansk dramafilm från 1993 i regi av David Anspaugh. Filmen baseras på författaren och college football-spelaren Rudy Ruettigers liv.

## Rollista i urval
- Sean Astin – Daniel "Rudy" Ruettiger
- Ned Beatty – Daniel Ruettiger Sr.
- Jon Favreau – Dennis "D-Bob" McGowan
- Charles S. Dutton – Fortune
- Robert Prosky – Fader Cavanaugh
- Lili Taylor – Sherry
- Jason Miller – Coach Ara Parseghian
- Vince Vaughn – Jamie O'Hara